# Phaneropterinae
Sous-famille
Les Phaneropterinae sont une sous-famille d'Orthoptères de la famille de Tettigoniidae. Elle est parfois considérée comme une famille : celle des Phaneropteridae.

## Distribution
Les espèces de cette sous-famille se rencontrent sur tous les continents.

## Liste des tribus et genres
Selon Orthoptera Species File (28 mars 2010) :
- Acrometopini Brunner von Wattenwyl, 1878
  - Acrometopa Fieber, 1853
  - Altihoratosphaga Hemp, Voje, Heller, Warchalowska-Sliwa & Hemp, 2010
  - Conchotopoda Karsch, 1887
  - Horatosphaga Schaum, 1853
  - Lamecosoma Ragge, 1960
  - Peronura Karsch, 1889
  - Prosphaga Ragge, 1960
- Barbitistini Jacobson, 1905
  - Ancistrura Uvarov, 1921
  - Andreiniimon Capra, 1937
  - Anisophya Karabag, 1960
  - Barbitistes Charpentier, 1825
  - Dasycercodes Bei-Bienko, 1951
  - Euconocercus Bei-Bienko, 1950
  - Isoimon Bei-Bienko, 1954
  - Isophya Brunner von Wattenwyl, 1878
  - Kurdia Uvarov, 1916
  - Leptophyes Fieber, 1853
  - Metaplastes Ramme, 1939
  - Orthocercodes Bei-Bienko, 1951
  - Parapoecilimon Karabag, 1975
  - Phonochorion Uvarov, 1916
  - Poecilimon Fischer, 1853
  - Poecilimonella Uvarov, 1921
  - Polysarcus Fieber, 1853
- Ducetiini Brunner von Wattenwyl, 1878
  - Abaxisotima Gorochov, 2005
  - Agnapha Brunner von Wattenwyl, 1891
  - Ducetia Stål, 1874
  - Kuwayamaea Matsumura & Shiraki, 1908
  - Paraducetia Gorochov & Kang, 2002
  - Paragnapha Willemse, 1923
  - Prohimerta Hebard, 1922
  - Shirakisotima Furukawa, 1963
- Dysoniini Rehn, 1950
  - Apolinaria Rehn, 1950
  - Dysonia White, 1862
  - Hammatofera Brunner von Wattenwyl, 1878
  - Machima Brunner von Wattenwyl, 1878
  - Machimoides Rehn, 1950
  - Markia White, 1862
  - Oxyprorella Giglio-Tos, 1898
  - Paraphidnia Giglio-Tos, 1898
  - Quiva Hebard, 1927
  - Yungasacris Rehn, 1950
- Elimaeini Brunner von Wattenwyl, 1891
  - Ectadia Brunner von Wattenwyl, 1878
  - Elimaea Stål, 1874
  - Hemielimaea Brunner von Wattenwyl, 1878
- Holochlorini Brunner von Wattenwyl, 1878
  - Arnobia Stål, 1876
  - Holochlora Stål, 1873
  - Leucopodoptera Rentz & Webber, 2003
  - Liotrachela Brunner von Wattenwyl, 1878
  - Pelerinus Bolívar, 1906
  - Phaulula Bolívar, 1906
  - Psyrana Uvarov, 1940
  - Ruidocollaris Liu, 1993
  - Tapiena Bolívar, 1906
- Insarini Rehn, & Hebard, 1914
  - Arethaea Stål, 1876
  - Brachyinsara Rehn & Hebard, 1914
  - Callinsara Rehn, 1913
  - Dolichocercus Rehn & Hebard, 1914
  - Insara Walker, 1869
  - Psilinsara Hebard, 1932
- Mirolliini Brunner von Wattenwyl, 1878
  - Deflorita Bolívar, 1906
  - Hueikaeana Ingrisch, 1998
  - Mirollia Stål, 1873
- Odonturini Brunner von Wattenwyl, 1878
  - Angara Brunner von Wattenwyl, 1891
  - Arachnitus Hebard, 1932
  - Atlasacris Rehn, 1914
  - Dichopetala Brunner von Wattenwyl, 1878
  - Odontura Rambur, 1838
  - Paraperopyrrhicia Ebner, 1915
  - Peropyrrhicia Brunner von Wattenwyl, 1891
- Phaneropterini Burmeister, 1838
  - Chloroscirtus Saussure & Pictet, 1897
  - Inscudderia Caudell, 1921
  - Montezumina Hebard, 1925
  - Nephoptera Uvarov, 1929
  - Parascudderia Brunner von Wattenwyl, 1891
  - Phaneroptera Serville, 1831
  - Platylyra Scudder, 1898
  - Pseudophaneroptera Brunner von Wattenwyl, 1878
  - Scudderia Stål, 1873
- Scambophyllini Brunner von Wattenwyl, 1878
  - Scambophyllum Brunner von Wattenwyl, 1878
- Steirodontini Brunner von Wattenwyl, 1878
  - Cnemidophyllum Rehn, 1917
  - Steirodon Serville, 1831
  - Stilpnochlora Stål, 1873
- Trigonocoryphini Bei-Bienko, 1954
  - Cosmozoma Karsch, 1889
  - Megotoessa Karsch, 1889
  - Trigonocorypha Stål, 1873
- Tylopsini Jacobson 1905
  - Tylopsis  Fieber, 1853
- tribu indéterminée
  - Abrodiaeta Brunner von Wattenwyl, 1891
  - Acrephyllum Piza, 1973
  - Acripeza Guérin-Méneville, 1832
  - Acropsis Uvarov, 1939
  - Aegimia Stål, 1874
  - Aganacris Walker, 1871
  - Agaurella Uvarov, 1939
  - Agennis Brunner von Wattenwyl, 1891
  - Alectoria Brunner von Wattenwyl, 1879
  - Alloducetia Hsia & Liu, 1993
  - Amblycorypha Stål, 1873
  - Anapolisia Piza, 1980
  - Anaulacomera Stål, 1873
  - Anchispora Brunner von Wattenwyl, 1891
  - Ancylecha Serville, 1838
  - Aniarella Bolívar, 1906
  - Anisotochra Karsch, 1889
  - Aphroptera Bolívar, 1902
  - Apoballa Brunner von Wattenwyl, 1878
  - Apocerycta Brunner von Wattenwyl, 1878
  - Aracuincola Piza, 1980
  - Arantia Stål, 1874
  - Arota Brunner von Wattenwyl, 1891
  - Astathomima Karny, 1929
  - Atopana Vignon, 1930
  - Austrodontura Fontana & Buzzetti, 2004
  - Azamia Bolívar, 1906
  - Balneum Piza, 1967
  - Baryprostha Karsch, 1891
  - Bertius Piza, 1974
  - Bolivariola Uvarov, 1939
  - Bongeia Sjöstedt, 1902
  - Brinckiella Chopard, 1955
  - Brycoptera Ragge, 1981
  - Bueacola Sjöstedt, 1912
  - Buettneria Karsch, 1889
  - Bulbistridulous Hsia & Liu, 1991
  - Burgilis Stål, 1873
  - Caedicia Stål, 1874
  - Calopsyra Brunner von Wattenwyl, 1891
  - Carnavalia Koçak & Kemal, 2008
  - Casigneta Brunner von Wattenwyl, 1878
  - Catoptropteryx Karsch, 1890
  - Centrofera Brunner von Wattenwyl, 1878
  - Ceraia Brunner von Wattenwyl, 1891
  - Ceraiaella Hebard, 1933
  - Ceratopompa Karsch, 1890
  - Cestromoecha Karsch, 1893
  - Chinensis Özdikmen, 2009
  - Choirorhynchus Piza, 1974
  - Conversifastigia Liu & Kang, 2008
  - Corycomima Karsch, 1896
  - Corymeta Brunner von Wattenwyl, 1878
  - Coryphoda Brunner von Wattenwyl, 1878
  - Cosmophyllum Blanchard, 1851
  - Ctenophorema Piza, 1967
  - Currimundria Rentz, Su & Ueshima, 2008
  - Dapanera Karsch, 1889
  - Debrona Walker, 1870
  - Diastella Brunner von Wattenwyl, 1878
  - Diastellidea Bolívar, 1902
  - Dicranopsyra Dohrn, 1892
  - Diogena Brunner von Wattenwyl, 1878
  - Dioncomena Brunner von Wattenwyl, 1878
  - Dithela Karsch, 1890
  - Drepanophyllum Karsch, 1890
  - Dysmorpha Brunner von Wattenwyl, 1878
  - Ectemna Brunner von Wattenwyl, 1878
  - Ectomoptera Ragge, 1980
  - Elbenia Stål, 1876
  - Elephantodeta Brunner von Wattenwyl, 1878
  - Engonia Brunner von Wattenwyl, 1878
  - Enochletica Karsch, 1896
  - Enthephippion Bruner, 1915
  - Ephippitytha Serville, 1838
  - Ephippitythoidea Tepper, 1892
  - Eucatopta Karsch, 1889
  - Euceraia Hebard, 1927
  - Eulioptera Ragge, 1956
  - Eulophophyllum Hebard, 1922
  - Euryastes Ragge, 1980
  - Eurycorypha Stål, 1873
  - Euxenica Bruner, 1915
  - Execholyrus Henry, 1940
  - Ferreiraia Piza, 1976
  - Furnia Stål, 1876
  - Gabonella Uvarov, 1940
  - Galloa Piza, 1971
  - Gatunella Uvarov, 1940
  - Gelatopoiidion Zacher, 1909
  - Gelotopoia Brunner von Wattenwyl, 1891
  - Godmanella Saussure & Pictet, 1897
  - Goetia Karsch, 1891
  - Gonatoxia Karsch, 1889
  - Grammadera Brunner von Wattenwyl, 1878
  - Gravenreuthia Karsch, 1892
  - Gregoryella Uvarov, 1925
  - Habra Brunner von Wattenwyl, 1891
  - Harposcepa Karsch, 1896
  - Harroweria Hebard, 1927
  - Herbardius Piza, 1980
  - Hetaira Brunner von Wattenwyl, 1891
  - Himertula Uvarov, 1940
  - Homotoicha Brunner von Wattenwyl, 1891
  - Hyperophora Brunner von Wattenwyl, 1878
  - Hyperphrona Brunner von Wattenwyl, 1878
  - Indogneta Ingrisch & Shishodia, 2000
  - Ischyra Brunner von Wattenwyl, 1878
  - Isopsera Brunner von Wattenwyl, 1878
  - Itarissa Walker, 1869
  - Itauna Piza, 1967
  - Itokiia Sjöstedt, 1902
  - Ivensia Bolívar, 1890
  - Japygophana Carl, 1921
  - Kevaniella Chopard, 1954
  - Khaoyaiana Ingrisch, 1990
  - Kurandoptera Rentz, Su & Ueshima, 2008
  - Ladnea Walker, 1869
  - Lamprophyllum Hebard, 1924
  - Leiodontocercus Chopard, 1954
  - Lenkoia Piza, 1980
  - Leptoderes Serville, 1838
  - Letana Walker, 1869
  - Ligocatinus Rehn, 1901
  - Lobophyllus Saussure, 1859
  - Macedna Karsch, 1891
  - Malkinia Piza, 1979
  - Mangomaloba Sjöstedt, 1902
  - Marenestha Brunner von Wattenwyl, 1878
  - Matacus Giglio-Tos, 1897
  - Melidia Stål, 1876
  - Mendesius Piza, 1960
  - Meneghelia Piza, 1980
  - Meruterrana Sjöstedt, 1912
  - Mesaphyllum Piza, 1971
  - Metaprosagoga Vignon, 1930
  - Microcentrum Scudder, 1862
  - Milititsa Burr, 1900
  - Miltinobates Sjöstedt, 1902
  - Mimoscudderia Carl, 1914
  - Molpa Walker, 1870
  - Monteiroa Karsch, 1889
  - Monticolaria Sjöstedt, 1909
  - Morgenia Karsch, 1890
  - Myllocentrum Ragge, 1962
  - Natricia Walker, 1869
  - Nesoscirtella Carl, 1914
  - Niphella Bolívar, 1900
  - Noia Walker, 1870
  - Odonturoides Ragge, 1980
  - Orophus Saussure, 1859
  - Oxyecous Chopard, 1936
  - Oxygonatium Ragge, 1980
  - Ozphyllum Rentz, Su & Ueshima, 2007
  - Parableta Brunner von Wattenwyl, 1878
  - Paracaedicia Brunner von Wattenwyl, 1891
  - Paracoelophyllum Piza, 1972
  - Paracora Piza, 1977
  - Paracosmophyllum Brunner von Wattenwyl, 1891
  - Parangara Rehn, 1945
  - Paraphylloptera Carl, 1914
  - Parapolichne Bolívar, 1902
  - Parapsyra Carl, 1914
  - Parapyrrhicia Brunner von Wattenwyl, 1891
  - Pararota Piza, 1973
  - Paraterpnistria Piza, 1980
  - Paraviadana Piza, 1980
  - Paraxantia Liu & Kang, 2009
  - Pardalota Brunner von Wattenwyl, 1878
  - Pelecynotum Piza, 1967
  - Percyna Grant, 1964
  - Petaloptera Saussure, 1859
  - Phanerocercus Piza, 1980
  - Phaneropterella Piza, 1977
  - Phaneropteroides Piza, 1971
  - Phaneropterops Piza, 1971
  - Phaneroptila Uvarov, 1957
  - Phanischnoptera Kirby, 1906
  - Philophyllia Stål, 1873
  - Phlaurocentrum Karsch, 1889
  - Phoebolampta Brunner von Wattenwyl, 1878
  - Phrixa Stål, 1874
  - Phygela Stål, 1876
  - Phylloptera Serville, 1831
  - Physocorypha Karsch, 1896
  - Plagiopleura Stål, 1873
  - Plangia Stål, 1873
  - Plangiodes Chopard, 1954
  - Plangiola Bolívar, 1906
  - Plangiopsis Karsch, 1889
  - Platycaedicia Hebard, 1922
  - Pleothrix Ragge, 1980
  - Poecilogramma Karsch, 1887
  - Poecilopsyra Dohrn, 1892
  - Polichne Stål, 1874
  - Polichnodes Giglio-Tos, 1898
  - Polygamus Carl, 1914
  - Polyurena Piza, 1967
  - Poreuomena Brunner von Wattenwyl, 1878
  - Preussia Karsch, 1890
  - Procaedicia Bolívar, 1902
  - Pronomapyga Rehn, 1914
  - Protina Brunner von Wattenwyl, 1879
  - Proviadana Hebard, 1933
  - Pseudoburgilis Brunner von Wattenwyl, 1878
  - Pseudopsyra Hebard, 1922
  - Pseudopyrrhizia Brunner von Wattenwyl, 1891
  - Puerula Bolívar, 1906
  - Pycnopalpa Serville, 1838
  - Qinlingea Liu & Kang, 2007
  - Raggophyllum Nickle, 1967
  - Sanabria Walker, 1869
  - Scaphura Kirby, 1825
  - Scolocerca Ragge, 1980
  - Semicarinata Liu & Kang, 2007
  - Sictuna Walker, 1869
  - Sikoriella Carl, 1914
  - Sinochlora Tinkham, 1945
  - Stenamblyphyllum Karsch, 1896
  - Stenophyllia Brunner von Wattenwyl, 1878
  - Stibaroptera Bolívar, 1906
  - Stictophaula Hebard, 1922
  - Stylomolpa Karny, 1926
  - Subibulbistridulous Shi, 2002
  - Symmachis Brunner von Wattenwyl, 1878
  - Symmetropleura Brunner von Wattenwyl, 1878
  - Sympaestria Brunner von Wattenwyl, 1878
  - Sympaestroides Willemse, 1942
  - Syntechna Brunner von Wattenwyl, 1878
  - Tamdaopteron Gorochov, 2005
  - Terpnistria Stål, 1873
  - Terpnistrioides Ragge, 1980
  - Tetana Brunner von Wattenwyl, 1878
  - Tetraconcha Karsch, 1890
  - Theia Brunner von Wattenwyl, 1891
  - Theudoria Stål, 1874
  - Thomazia Piza, 1976
  - Tinzeda Walker, 1869
  - Tomeophera Brunner von Wattenwyl, 1878
  - Topana Walker, 1869
  - Torbia Walker, 1869
  - Trachyzulpha Dohrn, 1892
  - Tropicophyllum Koçak & Kemal, 2008
  - Tropidonotacris Chopard, 1954
  - Tropidophrys Karsch, 1896
  - Turpilia Stål, 1874
  - Turpiliodes Hebard, 1932
  - Uberaba Bruner, 1915
  - Vellea Walker, 1869
  - Viadana Walker, 1869
  - Vossia Brunner von Wattenwyl, 1891
  - Weissenbornia Karsch, 1888
  - Xantia Brunner von Wattenwyl, 1878
  - Xenicola Uvarov, 1940
  - Xenodoxus Carl, 1914
  - Zenirella Piza, 1973
  - Zeuneria Karsch, 1889
  - Zulpha Walker, 1870

## Référence
- Burmeister, 1838 : Handbuch der Entomologie. vol. 2, part. 2, n. 1 (texte original).